# 30 a. C.
El año 30 a. C. fue un año común comenzado en miércoles, jueves o viernes, o un año bisiesto comenzado en jueves (las fuentes difieren) del calendario juliano. También fue un año común comenzado en miércoles del calendario juliano proléptico. En aquella época, era conocido como el Año del consulado de Octavio y Craso (o menos frecuentemente, año 724 Ab urbe condita).

## Acontecimientos
- 31 de julio: Batalla de Alejandría.
- 1 de agosto: Octavio César toma Alejandría. Egipto se convierte en provincia de la República Romana.
- Fin del Antiguo Egipto
- Acaba la Guerra Final de la República Romana.
- Marco Antonio se suicida; Cleopatra también opta por quitarse la vida luego de sus infructuosas negociaciones con Octavio. Egipto se convierte en provincia romana.[1]

## Fallecimientos
- Felipe l político romano (suicidio).
- 1 de agosto: Marco Antonio (suicidio), cónsul romano y rival de Octavio.
- 10-12 de agosto: Suicidio de Cleopatra VII, última faraona de Egipto.
- 23 de agosto: Cesarión, hijo de Cleopatra.

## Nacimientos
- Marbod, líder germano.
- Pitodoris (fecha aproximada) fue reina y regente de los reinos del Ponto y del Bósforo por el fallecimiento de su esposo Polemón I, durante la minoridad de su hijo y heredero Polemón II, conservando durante su vida gran influencia sobre el gobierno del Reino, y también fue reina de Capadocia.